# Казал (Тарн и Гарона)
Казал (фр. Cazals) насеље је и општина у јужној Француској у региону Миди Пирене, у департману Тарн и Гарона која припада префектури Монтобан.
По подацима из 2011. године у општини је живело 245 становника, а густина насељености је износила 20,89 становника/km². Општина се простире на површини од 11,73 km². Налази се на средњој надморској висини од 144 метара (максималној 325 m, а минималној 110 m).

## Демографија
| 1962. | 1968. | 1975. | 1982. | 1990. | 2011. |
| ----- | ----- | ----- | ----- | ----- | ----- |
| 149   | 153   | 138   | 176   | 181   | 245   |

График промене броја становника у току последњих година